# Грб Швица
Грб Швица је званични симбол швајцарског кантона Швица. Грб датира из 1479, а задњу адаптацију је имао је 1642. године.

## Опис грба
Грб Швица је германски штит са пољем црвено обојеним на коме се у горњем десном углу налази бијели грчки крст, сличан оном на државном грбу. Грб нема додатних детаља.